# Okiseius tribulation
Okiseius tribulation är en spindeldjursart som beskrevs av Thomas Walter 1999. Okiseius tribulation ingår i släktet Okiseius och familjen Phytoseiidae. Inga underarter finns listade i Catalogue of Life.